# Mercedes-Benz 300SL
Mercedes-Benz 300SL — изначально официальное публичное обозначение разработанных в 1950-х годах конструктивно близких легковых автомобилей проектов W194 (гоночный двухместный автомобиль) и W198 (дорожный автомобиль), оснащённых 3-литровым бензиновым двигателем и ставших родоначальниками так называемого SL-класса в линейке легковых автомобилей Mercedes. В дальнейшем индекс 300SL применялся к любым модификациям различных поколений SL-класса.